# Konzil (römisch-katholische Kirche)
Konzil (lateinisch) beziehungsweise Synode (griechisch) bezeichnet in der Katholischen Kirche eine Versammlung in kirchlichen Angelegenheiten zur Beratung über anstehende Entscheidungen. Als Versammlungen im Heiligen Geist verstanden, werden Konzilien als liturgische Feiern begangen. Je nach Art der Einberufung und Zusammensetzung der Teilnehmer lassen sich verschiedene Hierarchieebenen unterscheiden.

## Liturgische Feier
Ein Ordo für die Feier eines Konzils ist seit dem 4. Jahrhundert nachweisbar. Im Mittelalter war er im Pontifikale niedergelegt, seit dem Konzil von Trient im Rituale Romanum. Wichtige Elemente sind die Inthronisation des Evangeliums, die Votivmesse zum Heiligen Geist (mit dem Proprium von Pfingsten), unverzichtbar das Credo mit folgender Vereidigung der Teilnehmer und zu Beginn der Beratungen das Gebet Adsumus. Das Konzil wird mit einem feierlichen Te Deum abgeschlossen.

## Gesamtkirchliche Konzile
Das ökumenische Konzil ist der Ort, wo das Bischofskollegium, das neben dem Papst (aber nur in Übereinstimmung mit ihm) die höchste Autorität über die gesamte Kirche hat, diese feierlich ausübt (can. 336, 337§1 CIC). Siehe auch Liste der ökumenischen Konzilien.
Diejenigen Konzile, die nach dem Zweiten Konzil von Nicäa (787) stattgefunden haben und die seit dem späten 16. Jahrhundert von der römisch-katholischen Kirche als ökumenisch bezeichnet werden, werden von keiner anderen Kirche als solche anerkannt. Die drei letzten dieser insgesamt vierzehn Konzilien waren das Tridentinum 1545–1563, das Vaticanum I (1869/70) und das Vaticanum II (1962–1965).
Im Katholizismus sind die ökumenischen Konzile dem römischen Papst untergeordnet. Ihre Beschlüsse erhalten nur insoweit Gültigkeit, wie sie vom Papst bestätigt werden. Den Vorsitz im Konzil führen der Papst oder seine Legaten; ihre Einberufung, Verlegung oder Auflösung steht nur dem Papst zu. Diese Auffassung hat sich historisch gegenüber dem Konziliarismus durchgesetzt.

## Partikularkonzile
Ein Partikularkonzil (can. 439–446 CIC) wird für das Gebiet eines Landes einberufen. Je nachdem, ob es dort eine einzige Kirchenprovinz (heute z. B. in Belgien) oder eine Bischofskonferenz (wie in Deutschland) gibt, heißt es Provinzial- respektive Plenarkonzil. Es besteht aus den Diözesanbischöfen, den Koadjutoren, den Weihbischöfen, den Titularbischöfen mit besonderen Aufgaben (z. B. dem Militärbischof) und gegebenenfalls weiteren Bischöfen. Dazu kommen mit „nur beratendem Stimmrecht“ weitere Teilnehmer aus den Bistumsleitungen, Orden, Priesterseminaren, katholischen Universitäten und Fakultäten sowie eventuell weitere Priester und Laien. Auch Gäste können geladen werden, was beispielsweise auf Orthodoxe und Evangelische angewendet werden kann.
Aufgabe des Partikularkonzils ist es, „für die pastoralen Erfordernisse des Gottesvolkes Vorsorge“ zu treffen (can. 445 CIC). Hierzu hat es die partikulare kirchliche Gesetzgebungsgewalt.

## Synoden
Die Bischofssynode kommt zur Beratung des Papstes regelmäßig zusammen (can. 342 CIC), um so auch die Verbundenheit von Papst und Bischöfen zu fördern; ihr kommt keine Entscheidungsgewalt zu. Sie besteht zum Teil aus von dazu berechtigten Gremien gewählten, zum Teil vom Papst berufenen (vor allem) Bischöfen.
Die Diözesansynode hat gleichfalls als Gremium keine Gesetzgebungsgewalt, sondern nur der ihr vorsitzende Diözesanbischof; dennoch kann ihr, da sie nur sozusagen „bei Bedarf“ einberufen wird, ihr schon im Kirchenrecht die Diskussion der Probleme ausdrücklich(!) zur „freien Erörterung“ überlassen wird (can. 465 CIC) und der Bischof als Gesetzgeber gleich anwesend ist (wenn er die Sitzungsleitung nicht einem Stellvertreter überlässt) eine größere Bedeutung für das Bistum eingeräumt werden, als es die Bischofssynode für die Weltkirche hat. Sie besteht aus dem Diözesanbischof, dem Koadjutor und den Weihbischöfen, der weiteren Bistumsleitung (Generalvikar, Offizial, Bischofsvikar[e]), dem Domkapitel, dem Seminarrektor, den Dechanten, einigen Ordensoberen, dem Priesterrat, einem gewählten Priester pro Dekanat, vom Pastoralrat gewählten Laien einschließlich Ordensleuten und eventuell weiteren vom Bischof berufenen Mitgliedern. Hinzu können noch „Beobachter“ der nichtkatholischen Kirchen und kirchlichen Gemeinschaften kommen.
Ferner wurden einige weitere (Bischofs-)Synoden für begrenzte Gebiete einberufen. Eine Liste findet sich hier.